# Riksrevisjonen
Die Riksrevisjonen (deutsch Norwegischer Rechnungshof) ist der norwegische Rechnungshof, der die Bilanzen der staatlichen Verwaltung überprüft. Sie arbeitet im Auftrag des norwegischen Parlaments Storting und hat ihren Sitz in Oslo. Geleitet wird die Behörde vom sogenannten Riksrevisor, dem Präsidenten des Norwegischen Rechnungshofes.

## Geschichte
Im Jahr 1816 wurde die damals als Statsrevisjonen bezeichnete Einrichtung gegründet. Damals wurde im Grundgesetz im Paragraph 75k verankert, dass der Storting fünf Revisoren, also Prüfer, ernennen solle. Nach dem Zweiten Weltkrieg verlor sie an Einfluss, da es zunächst vor allem Mehrheitsregierungen gab und die Opposition kein Interesse an der Kontrolle zeigte und auch die Arbeit der Revision wenig Wirkung zeigte.
Im Jahr 1977 wurde dem Storting ein Bericht über die Arbeit der Riksrevisjon vorgelegt. Danach wuchs der Einfluss der Organisation auch dadurch wieder, da vor allem Minderheitsregierungen gebildet wurden und die Opposition so größeren Einfluss auf deren Arbeit nehmen konnte. Ab 1990 entwickelte Bjarne Mørk-Eidem die Riksrevisjon weiter, was dazu führte, dass sie den zentralen Platz in der parlamentarischen Verwaltung der Staatsverwaltung einnahm. So führte er etwa Pressekonferenzen bei der Veröffentlichung neuer Berichte ein, die dazu führten, dass die Erkenntnisse stärker in den Fokus der Nachrichten rückten.

### Präsidenten des Rechnungshofes
- 1816–1821: Marcus S. Lyng
- 1821–1827: Fredrik Motzfeld
- 1827–1834: Lauritz N. Kraft
- 1827–1845: Peter L. Stabel
- 1834–1846: Søren A. W. Sørensen
- 1848–1854: Johan D. Rye

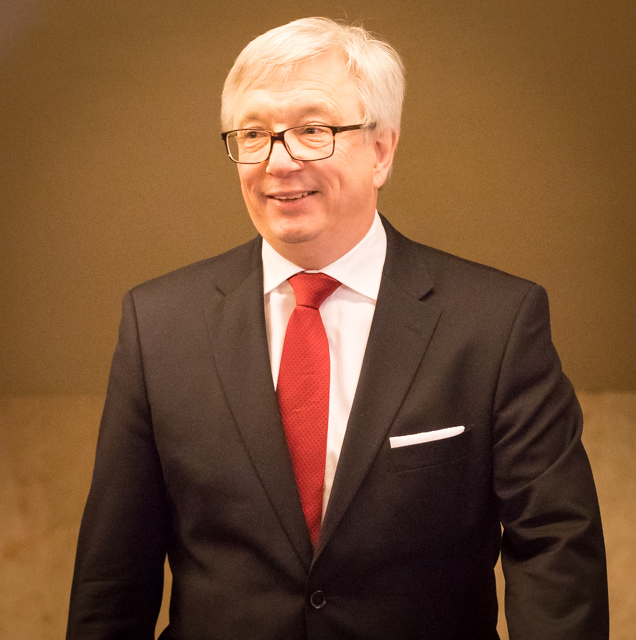
Karl Eirik Schjøtt-Pedersen, Präsident des Rechnungshofes

- 1854–1881: Peter Daniel B. W. Kildal
- 1882–1883: Peder K. Gaarder
- 1883–1898: Hagbard Berner
- 1898–1923: Svend B. H. Vogt
- 1923–1925: Tore E. Aaen
- 1926–1949: Hans T. H. Lütken
- 1949–1950: Saamund O. Bergland
- 1950–1978: Lars Breie
- 1978–1980: Tor Oftedal
- 1981–1990: Petter Furberg
- 1990–2005: Bjarne Mørk-Eidem
- 2005–2013: Jørgen Kosmo
- 2013–2021: Per-Kristian Foss
- seit 2022: Karl Eirik Schjøtt-Pedersen

## Organisation und Aufgaben
Die Riksrevisjon liegt als Institution direkt unter dem Parlament Storting. Sie stellt ein zentrales Mittel dazu dar, dem Storting die Kontrolle der Regierung, Ministerien und den weiteren staatlichen Verwaltungsorganisationen zu ermöglichen. Ihre zentrale Aufgaben ist es, Fehler in der Verwaltung aufzudecken und über diese dem Storting, der Verwaltung und der Öffentlichkeit zu berichten.
Die Institution wird vom sogenannten Riksrevisor und einem Kollegium von Personen geleitet, die alle vom Storting dazu ernannt werden. Sie ist unterteilt in sieben Abteilungen: Eine Verwaltungsabteilung, zwei Abteilungen für die Revision der Verwaltung, eine Unterstützungs- und Entwicklungsabteilung und drei Bilanzrevisionsabteilungen.
Die etwa 450 Mitarbeiter sind auf insgesamt sieben Büros verteilt: Neben dem Hauptsitz in Oslo gibt es sechs weitere regionale Einheiten. Im Jahr 2018 wurden 217 Revisionen veröffentlicht. Diese werden dann im Kontrollkomitee des Stortings behandelt, welches dann einen öffentlichen Kommentar zur Sache abgibt.
Der Rechnungshof hat Zugang zu allen Informationen über die staatlichen Stellen, die er revidiert. Er wurde bereits mehrfach dafür kritisiert, zu sehr Wert auf Details zu nehmen und somit eine übertriebene Angst vor Fehlern bei den staatlichen Angestellten zu erzeugen.